# 118. Jäger-Division
La 118. Jäger-Division fu una divisione di cacciatori dell'esercito tedesco attiva durante la seconda guerra mondiale che venne creata nell'aprile 1943, dalla riorganizzazione della 718. Infanterie-Division e fu schierata lungo il fronte jugoslavo, dove fu fatta prigioniera nel 1945.

## Storia
La divisione fu costituita il 1º aprile 1943 dalla ridenominazione della 718. Infanterie-Division in Bosnia e venne schierata a Sarajevo. Ad agosto fu trasferita in Serbia, a settembre a Cattaro, sulla costa adriatica ed a dicembre a Spalato. Nel gennaio del 1944 fu schierata tra Brac, Korcula e Hvar, mentre a novembre fu trasferita in Sirmia ed a gennaio si ritirò in Ungheria, raggiungendo a febbraio il Lago Balaton. A maggio si ritirò in Carinzia dove fu catturata dagli inglesi nella zona di Klagenfurt.

## Ordine di battaglia
- Jäger-Regiment 738
- Jäger-Regiment 750
- Artillerie-Regiment 668
- Panzerjäger-Abteilung 118
- Radfahr-Abteilung 118
- Pionier-Bataillon 118
- Jäger-Divisions-Nachrichten-Abteilung 118
- Kommandeur der Jäger-Divisions-Nachschubtruppen 118[1]

## Decorazioni
Alcuni soldati della 118. Jäger-Division furono premiati per le loro azioni in guerra:
- Croce Tedesca
  - in oro: 5
- Croce di Cavaliere della croce di ferro: 3

## Comandanti
- Generalleutnant Josef Kübler (1º aprile 1943 - 10 luglio 1944)
- Oberst Rudolf Gertler (10 luglio 1944 - 10 luglio 1944)
- Generalmajor Hubert Lamey (10 luglio 1944 - 8 maggio 1945)[1]